# صلیب آهنین (فیلم ۱۹۷۷)
صلیب آهنین (انگلیسی: Cross of Iron) فیلمی درام و جنگی به کارگردانی سم پکینپا محصول ۱۹۷۷ است. از بازیگران آن می‌توان به جیمز کابرن، ماکسیمیلیان شل، جیمز میسون، ورونیک وندل و دیوید وارنر اشاره کرد.
اندرو مک‌لاگلن دنبالهٔ این فیلم را با عنوان عبور از مرز جهنم که بیشتر توسط تهیه‌کنندگان آلمان غربی تامین شده‌بود، در سال ۱۹۷۹ ساخت.

## خلاصه داستان
سرباز وظیفه رولف اشتاینر، سرباز کهنه‌کار ورماخت در جبهه شرقی جنگ جهانی دوم است. در طی یک حمله موفقیت‌آمیز به مواضع خمپاره‌انداز دشمن، گروهان شناسایی او یک سرباز نوجوان روسی را به اسارت می‌گیرد. هنگامی که گروهان به خطوط خودی بازمی‌گردد، سروان استرانسکی برای فرماندهی گردان اشتاینر وارد می‌شود. فرمانده هنگ، سرهنگ براندت، از خود می‌پرسد چرا استرانسکی درخواست انتقال به خط مقدم نبرد در کوبان را داده، در حالی که می‌توانست در فرانسه اشغالی به وظایف راحت‌تری بپردازد. استرانسکی با افتخار به براندت و معاون هنگ، سروان کیزل، می‌گوید که برای خدمت در خط مقدم روسیه درخواست انتقال داده تا بتواند صلیب آهنین را به دست آورد.

## انتشار مجدد
همزمان با انتشار نسخه بلوری فیلم، یک نسخه جدید مرمت‌شده از فیلم صلیب آهنین در ژوئن ۲۰۱۱ در سینماهای منتخب بریتانیا به نمایش درآمد.  
این نمایش محدود که به مناسبت انتشار دیجیتالی فیلم انجام شد، فرصتی را برای مخاطبان جدید فراهم آورد تا این اثر کلاسیک جنگی سام پکینپا را بر پرده سینما تجربه کنند. نسخه نمایش داده شده شامل مرمت دیجیتالی تصویر و صدا بود که کیفیت بصری فیلم را به طور چشمگیری ارتقا داده بود.  
این اقدام بخشی از برنامه‌های توزیع‌کنندگان برای احیای آثار کلاسیک سینمایی و معرفی آنها به نسل جدید مخاطبان سینما محسوب می‌شد. نمایش مجدد صلیب آهنین با استقبال خوبی از سوی منتقدان و علاقه‌مندان سینما روبرو شد و بحث‌های جدیدی را درباره جایگاه این فیلم در میان آثار جنگی تاریخ سینما برانگیخت.

## ادامه فیلم
فیلم "پیشروی" که عمدتاً با حمایت مالی تهیه‌کنندگان آلمانی غربی تولید شده بود، در سال ۱۹۷۹ اکران شد. این اثر به کارگردانی اندرو مکلگلن، فیلمساز انگلیسی-آمریکایی که همچون پکینپا در ساخت فیلم‌های وسترن تخصص داشت، ساخته شد.
در این دنباله تغییرات قابل توجهی اعمال شده بود:
- محل وقوع داستان از روسیه به جبهه غربی منتقل شد
- ریچارد برتون جایگزین جیمز کابرن در نقش سرجوخه اشتاینر شد
- تغییرات محسوسی در خط سیر داستان ایجاد گردید
منتقدان سینمایی به شدت از این فیلم انتقاد کردند و موارد زیر را از نقاط ضعف آن برشمردند:
- پیچیدگی غیرضروری در طرح داستان
- دیالوگ‌های نامناسب و ضعیف
- سن بالا و عملکرد معمولی بازیگران
- عدم حفظ کیفیت و روحیه نسخه اصلی
در خلاصه داستان این فیلم، اشتاینر (با بازی برتون) جان یک افسر آمریکایی (رابرت میچام) را نجات می‌دهد و درگیر توطئه‌ای برای ترور هیتلر می‌شود.
این دنباله هرگز نتوانست به موفقیت فیلم اصلی "صلیب آهنین" (۱۹۷۷) دست پیدا کند و عموماً به عنوان اثری ضعیف‌تر از کار پکینپا شناخته می‌شود. بسیاری از طرفداران معتقدند این فیلم فاقد عمق فلسفی و شدت احساسی نسخه اولیه است.
با وجود ضعف‌های هنری و تجاری، حضور بازیگران سرشناسی مانند برتون و میچام، این فیلم را به عنوان بخشی از تاریخ سینمای جنگی دهه ۷۰ میلادی مطرح کرده است.